# دومینیک لبلانک
دومینیک لبلانک (انگلیسی: Dominic LeBlanc؛ زادهٔ ۱۴ دسامبر ۱۹۶۷) یک وکیل، و سیاست‌مدار اهل کانادا است. او رئیس دولت در مجلس عوام کانادا است.